# فهرست فرودگاه‌های رواندا
این مقاله شامل فهرست فرودگاه‌های رواندا است که بر پایهٔ مکان قرارگیری آن‌ها مرتب شده است.

## فهرست
| شهر       | استان       | ایکائو | یاتا | نام فرودگاه              | مختصات                                                        |
| --------- | ----------- | ------ | ---- | ------------------------ | ------------------------------------------------------------- |
| Nyamata   | استان شرقی  | n/a    | n/a  | فرودگاه بین‌المللی بوگسرا | ۰۲°۱۰′۳۰″ جنوبی ۰۳۰°۰۹′۰۰″ شرقی / ۲٫۱۷۵۰۰°جنوبی ۳۰٫۱۵۰۰۰°شرقی |
| Butare    | استان جنوبی | HRYI   | BTQ  | فرودگاه بوتاره           | ۰۲°۳۵′۴۲″ جنوبی ۰۲۹°۴۴′۲۴″ شرقی / ۲٫۵۹۵۰۰°جنوبی ۲۹٫۷۴۰۰۰°شرقی |
| Cyangugu  | استان غربی  | HRZA   | KME  | فرودگاه کاممب            | ۰۲°۲۷′۴۴″ جنوبی ۰۲۸°۵۴′۲۹″ شرقی / ۲٫۴۶۲۲۲°جنوبی ۲۸٫۹۰۸۰۶°شرقی |
| Gabiro    |             | HRYO   | n/a  | Gabiro Airport           | ۰۱°۳۳′ جنوبی ۰۳۰°۲۳′ شرقی / ۱٫۵۵۰°جنوبی ۳۰٫۳۸۳°شرقی           |
| Gisenyi   | استان غربی  | HRYG   | GYI  | فرودگاه گیسنیی           | ۰۱°۴۰′۳۸″ جنوبی ۰۲۹°۱۵′۳۲″ شرقی / ۱٫۶۷۷۲۲°جنوبی ۲۹٫۲۵۸۸۹°شرقی |
| کیگالی    | کیگالی      | HRYR   | KGL  | فرودگاه بین‌المللی کیگالی | ۰۱°۵۸′۰۷″ جنوبی ۰۳۰°۰۸′۲۲″ شرقی / ۱٫۹۶۸۶۱°جنوبی ۳۰٫۱۳۹۴۴°شرقی |
| Nemba     | استان شرقی  | HRYN   | n/a  | فرودگاه نمبا             | ۰۲°۱۹′۴۸″ جنوبی ۰۳۰°۱۲′۰۰″ شرقی / ۲٫۳۳۰۰۰°جنوبی ۳۰٫۲۰۰۰۰°شرقی |
| Ruhengeri | استان شمالی | HRYU   | RHG  | فرودگاه روآنژری          | ۰۱°۳۰′۰۰″ جنوبی ۰۲۹°۳۸′۰۱″ شرقی / ۱٫۵۰۰۰۰°جنوبی ۲۹٫۶۳۳۶۱°شرقی |